# Graptartia mutillica
Graptartia mutillica là một loài nhện trong họ Corinnidae.
Loài này thuộc chi Graptartia. Graptartia mutillica được miêu tả năm 2004 bởi Haddad.